# Козлов, Стефан
Стефан Козлов (англ. Stefan Kozlov; род. 1 февраля 1998, Скопье, Македония) — американский теннисист. Победитель турнира Orange Bowl в одиночном разряде в категории до 18 лет (2014); финалист двух юниорских турниров Большого шлема в одиночном разряде — Открытого чемпионата Австралии-2014 и Уимблдона-2014. Финалист юниорского Уимблдона-2014 в паре с Андреем Рублевым.

## Биография
Отец — Андрей Козлов. До рождения сына занимался теннисом в России, но из-за ухода в армию так и не стал профессионалом. Когда Стефану исполнился год, семья Козловых эмигрировала в США. Сейчас[когда?] Андрей Козлов — персональный тренер своего сына и владелец теннисной академии в Пемброк-Пайнс.
Стефан Козлов дебютировал в профессиональном туре в июле 2013 года на турнире в Ньюпорте в возрасте 15 лет. Занимая на тот момент 1472-е место в рейтинге, он уступил в первом же матче 113-й ракетке мира поляку Михалу Пшисенжному в трех партиях. В декабре 2013 года на крупном юношеском турнире Orange Bowl Козлов уступил в финале своему соотечественнику Фрэнсису Тиафо со счетом 6:7, 6:0, 3:6.
Первые серьёзные успехи на юниорском уровне пришли к Козлову в январе 2014 года, когда он стал финалистом Открытого чемпионата Австралии среди юниоров. В финальном матче Козлов уступил немецкому теннисисту Александру Звереву со счетом 3:6, 0:6. Спортсмен объяснил столь легкое поражение травмой лодыжек. На юниорском Ролан Гаррос Стефан проиграл в 1/4 финала россиянину Андрею Рублеву, но уже на Уимблдоне показал хорошую игру и пробился в финал соревнований, где уступил американцу Ноа Рубину со счетом 4:6, 6:4, 3:6. В парном турнире на Уимблдоне, выступая вместе с Андреем Рублёвым, Козлов также дошел до финала, где вновь проиграл в трех партиях бразильскому дуэту в составе Орландо Лужа и Марсело Зорманна.
В конце августа Козлов принял участие в первом взрослом турнире Большого шлема — он заявился на US Open, где проиграл во втором раунде квалификации. В октябре на турнире серии челленжер в Сакраменто в финальном матче Козлов проиграл 47-й ракетке мира Сэму Куэрри со счетом 3:6, 4:6. В конце 2014 года Стефан Козлов выиграл престижный юношеский турнир Orange Bowl, победив в решающем матче своего сверстника из Греции Стефаноса Циципаса со счетом 2:6, 6:3, 6:2.

## Выступления на юниорских турнирах Большого Шлема

### Одиночный разряд
| Турнир          | 2012 | 2013 | 2014 |
| --------------- | ---- | ---- | ---- |
| Australian Open | A    | A    | F    |
| Roland Garros   | A    | 2R   | QF   |
| Wimbledon       | 2R   | QF   | F    |
| US Open         | 3R   | 1R   | QF   |

### Парный разряд
| Турнир          | 2012 | 2013 | 2014 |
| --------------- | ---- | ---- | ---- |
| Australian Open | A    | A    | QF   |
| Roland Garros   | A    | A    | SF   |
| Wimbledon       | 2R   | 1R   | F    |
| US Open         | 1R   | 1R   | 2R   |